# Joan Maria Abelló i Alfonso
Joan Maria Abelló i Alfonso (Tarragona, 6 d'agost de 1951) és un advocat i polític català.

## Biografia
És llicenciat en dret per la Universitat de Barcelona el 1968, obtingué per oposició la plaça de Tècnic d'Administració General a l'ajuntament de Tarragona. Ha estat membre de la Cooperativa Obrera Tarraconense i de la Reial Societat Arqueològica de Tarragona i de l'Associació Catalana de Juristes Demòcrates.
Participà en la fundació de Convergència Socialista de Catalunya (CSC) i posteriorment s'integrà en el Partit dels Socialistes de Catalunya. Fou secretari particular del primer alcalde democràtic de Tarragona (1980-1984) i fou elegit diputat per la província de Tarragona dins les llistes del PSC-PSOE a les eleccions al Parlament de Catalunya de 1984, 1988 i 1992. De 1992 a 1994 fou president de la Comissió d'Estudi sobre la Situació a Catalunya de la Immigració de Treballadors Estrangers del Parlament de Catalunya. També ha estat subdelegat del govern a Tarragona de 2004 a 2008.